# Julián Montenegro
Julián Montenegro (Río Negro, 23 marzo 1989) è un calciatore argentino, attaccante dell'Arsenal Tivat.

## Caratteristiche tecniche
Gioca come ala.